# 소말리인

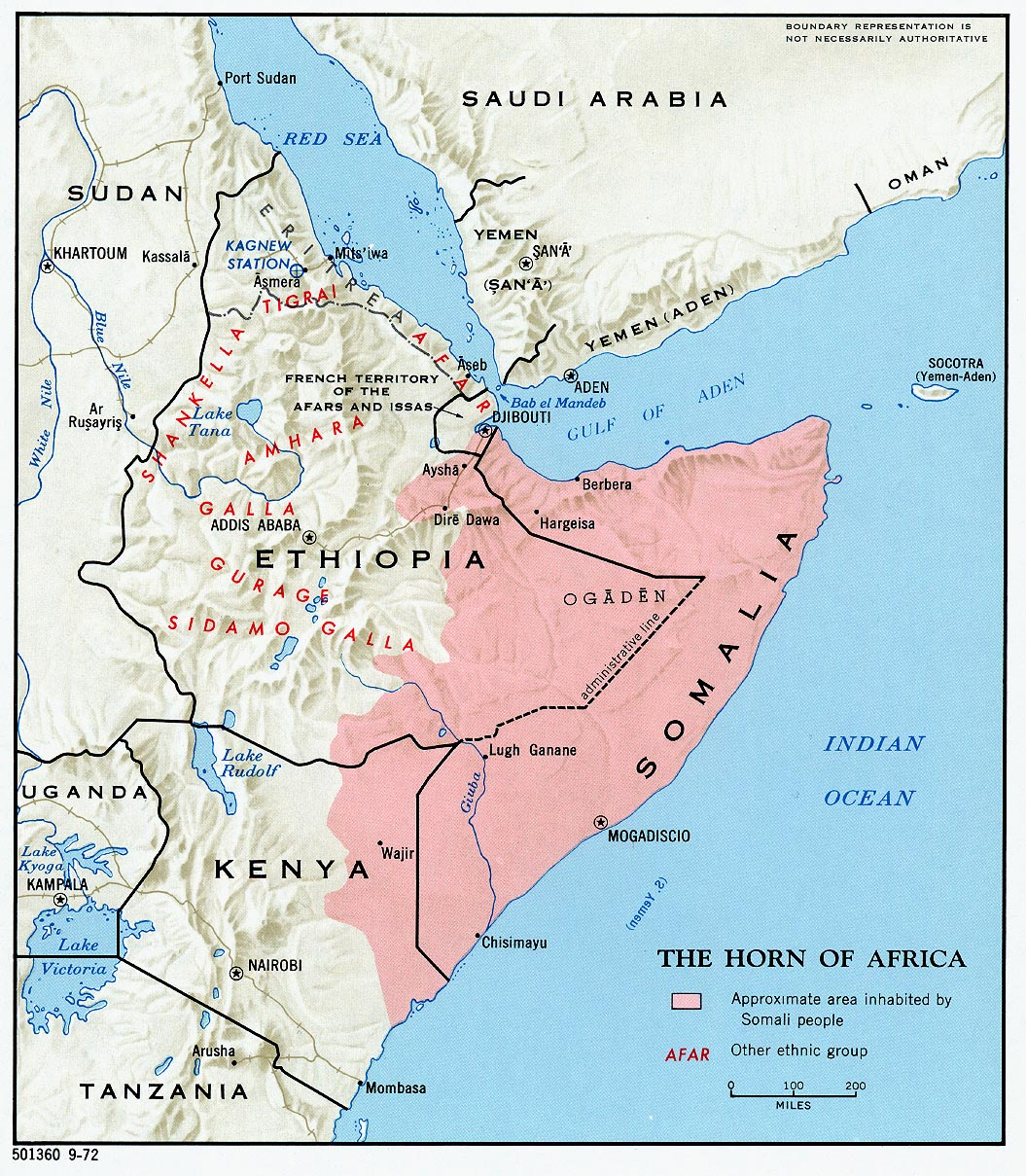
소말리인의 주요 분포

소말리인(소말리어: Soomaali, 아랍어: صومال)은 아프리카의 뿔 지역에 주로 거주하는 민족 집단이다. 아프리카아시아어족 쿠시어파에 속하는 소말리어를 사용하며, 절대다수가 수니파 이슬람교 신자이다.
많은 학자들은 고대 푼트 왕국을 이들의 민족 정체성의 기원으로 추정한다. 오늘날 이들이 다수인 지역은 소말리아(소말릴란드 포함), 에티오피아 동부, 케냐 동부, 지부티 남부에 걸쳐 있으며, 중동 등지에도 이들의 디아스포라가 존재한다.

## 같이 보기
- 소말리아의 인구
- 오가덴